# Михайліченко Олена
Олена Михайліченко (нар. 16 жовтня 1979, Нова Каховка, Херсонської області) — українська акторка театру та кіно.

## Життєпис
Народилася 16 жовтня 1979 року у місті Новій Каховці Херсонської області.
Навчалась у Дніпропетровському обласному театрально-художньому коледжі у майстрів В. Ковалевський та Г. Богомаз-Бабій. Навчання закінчила у 1998 році.
Ще під час навчання почала працювати акторкою Херсонського обласного українського музично-драматичного театру. Закінчивши виш у 1998 році, була прийнята до складу трупи Київського академічного театру юного глядача на Липках.

### Громадська діяльність
Олена Михайліченко разом з Христиною Микітин у липні 2017 року створили фонд благодійної організації «Арт Поміч» з метою об'єднання творчих люждей для надання матеріальної і моральної допомоги тяжкохворим дітям, їхнім батькам, установам, на лікуванні яких знаходяться діти, а також творчим людям.

### Родина
- Чоловік — Максим Михайліченко (нар. 1974), актор театру та кіно, режисер.
- Син — Гліб Михайліченко, актор театру та кіно.
- Донька — Олександра Гончарова, акторка театру та кіно.

## Творчість

### Театральні роботи
Київський академічний театр юного глядача на Липках
- СОН — Душа
- Вовки та… — Анфіса Тихонівна
- Мій бідний Марат — Ліка
- Чарівна Пеппі — Аніка
- Король Дроздобород — Принцеса
- Чарівні сабінянки — Клеопатра
- Місто — Тамара Василівна Гніда
- Над прірвою… — Санні, Саллі
- Ігри вночі — Ольга
- Казкові мандри — Принцеса
- Ярмарковий гармидер — Дівка з яблуками
- Снігова королева — Герда
- Ревізор — Петро Іванович Бобчинський
- Дон Жуан vs Донна Анна — Шарлотта
- Місяць у селі — Вірочка
- Роман доктора — Соня, його любов
- Зеленими пагорбами океану — Лисиця
- Добрий Хортон — Пепіта
- Дванадцять місяців — Падчерка
- Де знайти ялинку? — Ведмедик[3].
- 2019 — «Бережіть Флорес» за мотивами п'єси «Дивна пара» Ніла Саймона; реж. Максим Михайліченко[4][5]

### Фільмографія
- 2005 — Точка — епізод
- 2006 — Битви сонечок — Ніна
- 2007 — Колишня — епізод
- 2007 — Іван Подушкін. Джентльмен розшуку-2 — епізод (фільм № 1 «13 нещасть Геракла»)
- 2008 — Брати Карамазови — покоївка
- 2008 — І все-таки я люблю… — епізод
- 2009 — Згідно із законом — Галина Бойченко (29-та серія — «Наркозалежність»)
- 2010 — Місяць у селі (Україна, фільм-спектакль) — Вірочка
- 2011 — Платон Ангел — Уляна в молодості
- 2013 — Жіночий лікар-2 — Лариса (58-ма серія — «За все треба платити!», 59-та серія — «Старша сестра»)
- 2014 — Особиста справа — епізод
- 2014 — Швидка допомога — мама Юри (7-ма серія)
- 2015 — Нюхач-2 — Авдєєва
- 2016 — Біженка — епізод
- 2016 — Поганий хороший коп — Марина
- 2016 — Центральна лікарня — епізод
- 2017 — Що робить твоя дружина? — Світлана Зав'ялова, вдова Дмитра, медсестра
- 2018 — Стоматолог — епізод
- 2019 — Як довго я тебе чекала — Віка
- 2019 — Пошта (серіал) — Олена (головна роль)
- 2019 — Укус вовчиці — Наташа
- 2019 — Я все тобі доведу — Світлана Павлюкевич
- 2020 — Ти тільки мій — епізод
- 2021 — Врятувати Віру — Марійка